# Praça 19 de Dezembro

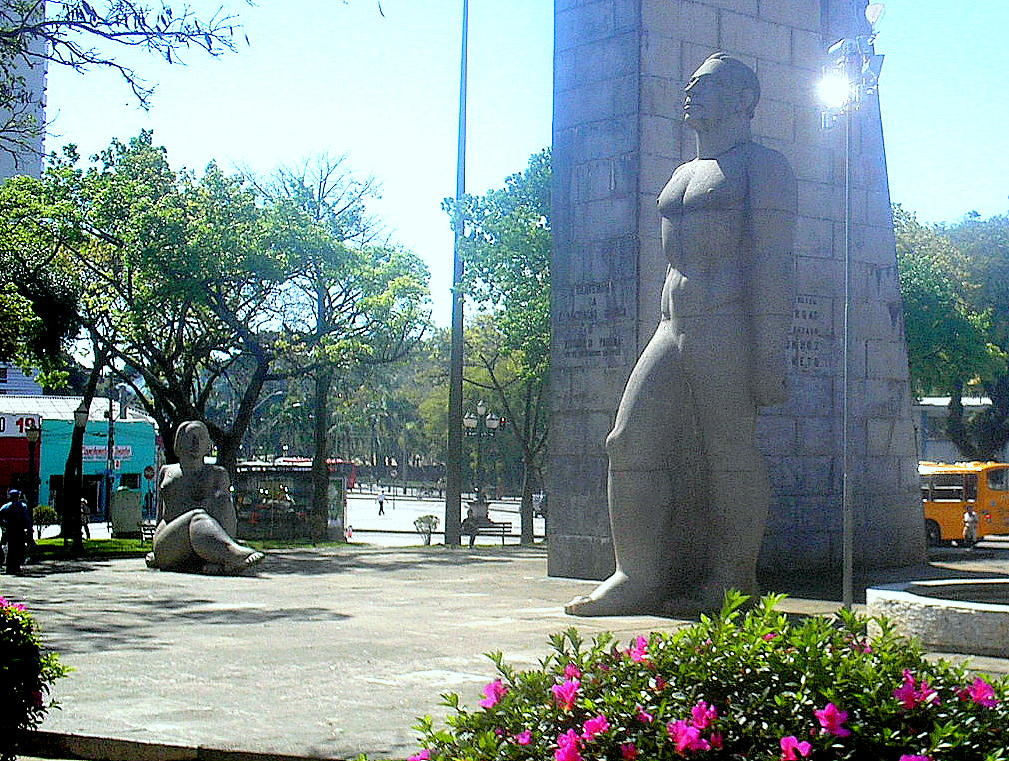
Esculturas "Homem Paranaese" e "Justiça", popularmente conhecidas como "Homem Nu" e "Mulher Nua".

A Praça 19 de Dezembro, também conhecida como Praça do Homem Nu ou Praça da Mulher Nua, é um logradouro localizado no centro da cidade de Curitiba, Paraná, Brasil.

## História

### Antes de 1953

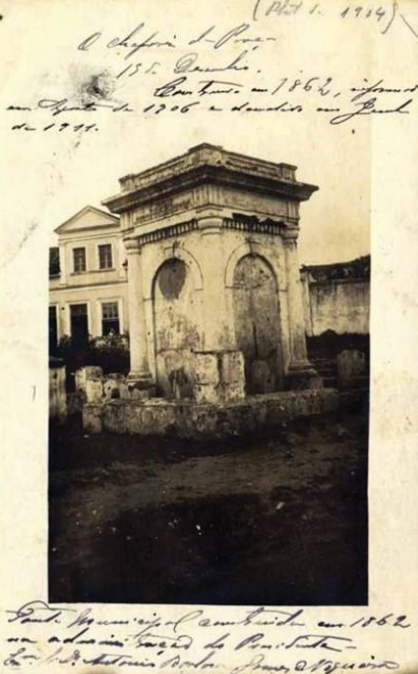
Antigo chafariz da Praça 19 de Dezembro, em Curitiba (1914).

No século XIX, uma das fontes de água que abastecia a pacata Curitiba estava localizada exatamente na Praça 19 de Dezembro. Naquele local, na esquina da Rua Riachuelo (batizada em homenagem a uma das batalhas vencidas pelo Brasil na Guerra contra o Paraguai), a intendência municipal instalou um chafariz em 1862 para atender às necessidades das imediações. Esse chafariz funcionou até 1914. Por conta dele, mesmo que a praça tenha sido designada pela Câmara Municipal, em 1879, como 19 de Dezembro, ela também ficou conhecida por várias outras denominações: Largo da Carioca, Largo do Campo da Bica, Largo do Chafariz do Nogueira e Largo Dezenove de Dezembro.
Até a virada para o século XX, entretanto, a praça não passava de um espaço de terra batida e desnivelado que, durante as temporadas de chuvas, poderia transformar-se em um banhado ou, no mínimo, em um grande lamaçal – sem elementos estéticos que lhe conferissem algum embelezamento. Entre 1900 e 1906, a Praça 19 de Dezembro passou por alguns remodelamentos, como a colocação de 54,90 metros de meio-fio e 780 metros cúbicos de terra, provavelmente para que pudessem ser plantadas 25 árvores.
Entre 1913 e 1915, o Mercado Municipal foi transferido da vizinha Praça Generoso Marques. Essa transferência aconteceu para dar lugar ao início da construção do Paço Municipal de Curitiba, atualmente conhecido como Paço da Liberdade, edificado entre 1914 e 1916, sob projeto do engenheiro e então prefeito Cândido de Abreu.
Foi só na década de 1950, no contexto das festividades do 1º Centenário de Emancipação Política do Estado do Paraná, que a praça passou por uma grande remodelação.  

### Centenário do Paraná
A praça foi inaugurada em 19 de dezembro de 1953, na esteira do programa de obras públicas comemorativas do centenário da emancipação política do estado do Paraná, ocorrida no mesmo dia, um século antes.
A praça conta com um obelisco de pedra, contendo dizeres comemorativos ao centenário da emancipação acima referida e uma grande estátua em granito de um homem nu, que deu o apelido ao logradouro, de autoria do escultores Erbo Stenzel, austríaco radicado no Brasil, e Humberto Cozzo, que pretendiam retratar o homem paranaense olhando em direção ao futuro.

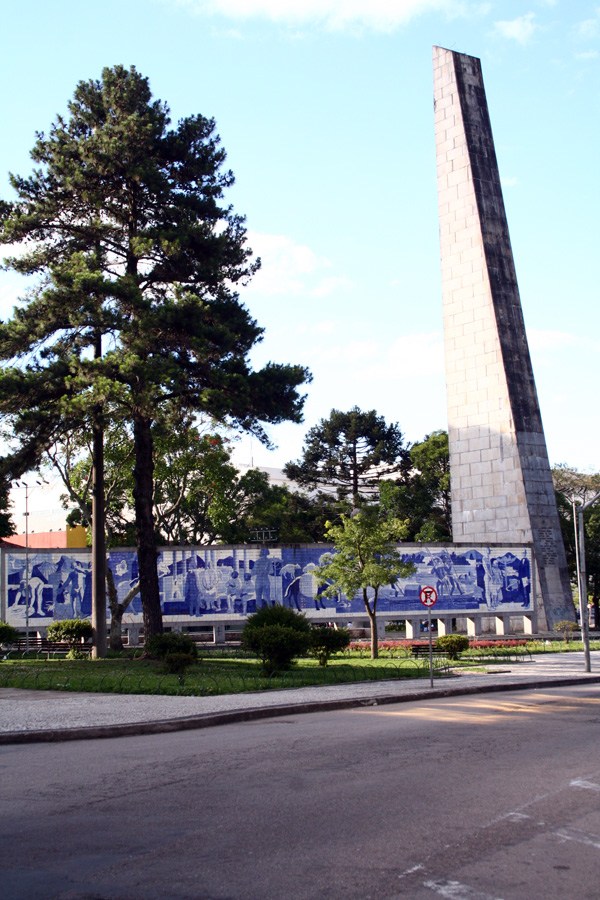
Praça 19 de Dezembro, vista da Rua Riachuelo. Ao fundo o Obelisco de Curitiba.

Verificações feitas com uma bússola demonstram que a estátua olha em direção ao noroeste do Paraná.
A praça é ornamentada também com um tanque de água de formas sinuosas e com um mural de pedra em duas faces. Uma delas contém um painel em granito em alto relevo de Erbo Stenzel e a outra um painel de azulejos azuis e brancos da autoria de Poty Lazzarotto, ambos retratando episódios importantes da história do Paraná.

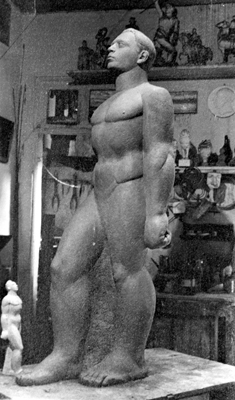
Modelos em barro em escalas diferentes da estatua do "Homem Paranaense", obra dos escultores Erbo Stenzel e Humberto Cozzo.

Posteriormente a praça recebeu outra estátua, desta vez de uma mulher nua, dos mesmos autores, mas que estava destinada a guarnecer o Tribunal de Justiça do Estado do Paraná. 
Em razão desta última obra não fazer parte do conjunto arquitetônico original e não guardar proporções anatômicas com a primeira estátua, surgiram discussões em certos segmentos artísticos e culturais de Curitiba, no sentido de preservar a conformação original da praça e de seus monumentos, devolvendo-a à sua destinação original.

## Controvérsias
A inauguração da estátua "Homem Nu", em junho de 1955, provocou forte reação de parte da elite curitibana. Professores, artistas, senhoras católicas e magistrados, encorajados por artigos assinados pelo pseudônimo "Ariel", lideraram uma campanha contrária à obra. Ariel classificou a estátua como "taradão de pedra" e criticou sua concepção, afirmando que “[p]retendeu alguém explicar aquela monstruosidade como uma interpretação do homem do Paraná”. Segundo ele, a representação não condizia com as características físicas e culturais do paranaense, referindo-se à "esbelteza" e ao "dólicocefalismo" como marcadores da identidade regional.
As críticas não se limitaram à estética, mas também refletiram tensões políticas. O ataque ao monumento tornou-se uma forma de criticar o governador Bento Munhoz da Rocha Neto, idealizador da obra. Além disso, o projeto foi interpretado como uma tentativa de introduzir ideias modernas em uma região periférica, gerando conflitos entre a visão modernista nacional e as concepções locais. A controvérsia expôs contradições entre o desejo de modernização e a manutenção de uma identidade regional baseada na "branquidade". O "Homem Nu" tornou-se, assim, um símbolo das tensões entre modernidade e regionalismo no Paraná.

## Concepção e Modificações do Monumento
Munhoz da Rocha contratou o escultor curitibano Erbo Stenzel para materializar sua ideia de um monumento singular. Discípulo de João Turin, pioneiro da escultura em Curitiba, Stenzel havia estudado na Escola Nacional de Belas Artes no Rio de Janeiro, onde alcançou certo reconhecimento. Em 1949, após o falecimento de Turin, o governo estadual trouxe Stenzel de volta a Curitiba, oferecendo-lhe um cargo na Escola de Música e Belas Artes do Paraná e um ateliê.
Inicialmente, o governador propôs a construção de um conjunto escultórico composto por 21 figuras humanas, representando os estados brasileiros, com o Paraná destacado como “um adolescente rompendo correntes”. Essa concepção, uma alegoria da emancipação do estado, ressoava com imagens nacionalistas populares em publicações paranistas. Contudo, Stenzel alegou dificuldades práticas e sugeriu uma alternativa: uma figura única e vertical contrastando com um painel horizontal em baixo-relevo que sintetizasse a história do estado. Essa ideia foi aceita e o monumento foi deslocado para uma praça independente, fora do Centro Cívico, local onde inicialmente se planejava a construção do marco.
Apesar das negociações entre Stenzel e os arquitetos cariocas, que incluíram um modelo híbrido com elementos abstratos, a versão final manteve a figura humana central, simplificando o obelisco. O monumento, entretanto, ficou distante da concepção original do governador, sendo adaptado para atender tanto às demandas locais quanto às influências externas.
Cozzo e seus assistentes no Rio esculpiriam em granito o gigante e os grandes blocos do painel ondulado. As peças seriam entregues prontas em Curitiba. No painel, Stenzel esculpiria um relevo retratando a história econômica do Paraná e, no verso, Poty Lazzarotto, ilustrador que fora um dos responsáveis pela revista moderna Joaquim, faria um mural de azulejos com a história local sob o enfoque político. Cozzo, a princípio, não ficou muito satisfeito com a contratação do ilustrador curitibano, pois já tinha ele mesmo “um plano para o painel de mosaico”, mas não conseguiu evitar a contratação de Poty.
O painel em relevo foi concebido e modelado por Stenzel, em diálogo com Cozzo e seguindo orientações historiográficas de José Loureiro Fernandes, reconhecido antropólogo e professor da Universidade do Paraná. Do mesmo modo, o gigante, embora feito no Rio, deveria seguir em linhas gerais a ideia negociada entre Stenzel e o governador. Não parece, todavia, terem sido preservados esboços do artista curitibano. Depois da conversa presencial, possivelmente em janeiro de 1953, Cozzo começou a preparar uma série de modelos cujas fotos ele enviaria a Curitiba, para que o colega acompanhasse a evolução do trabalho. Uma das primeiras fotografias mostrava uma maquete baseada no desenho à mão que meses antes ele enviara a Stenzel. Simulava todos os elementos do monumento: o obelisco, o painel, o espelho d’água e uma figura humana, ainda com traços indefinidos. Parecia-se com o modelo a ser publicado, alguns meses depois, em Brasil Arquitetura Contemporânea, mas já com o gigante “Paraná” em lugar da figura abstrata dos pioneiros. Anos mais tarde, Stenzel diria não ter gostado daquela maquete. “Apresentei o projeto para Cozzo”, disse em entrevista, em 1972, “e ele, mais tarde, voltou com um pequeno modelo da imagem, só que contrariando o que eu queria: ao invés de inclinada, estava em posição reta. Não gostei, mas como o tempo não permitia reparos, ela foi feita assim mesmo.”